# 甘肃亮腹蛛
甘肃亮腹蛛（学名：Singa kansuensis）为园蛛科亮腹蛛属的动物。在中国大陆，分布于甘肃等地。该物种的模式产地在甘肃。